# Approuague
Approuague (Approuaque) – główna rzeka wschodniej części Gujany Francuskiej o długości 270 km. Ma swe źródła w pobliżu szczytu Gros Montaigne (Wyżyna Gujańska), przepływa w kierunku północno-wschodnim, uchodzi do Oceanu Atlantyckiego w pobliżu miasta Régina. Niedaleko ujścia rzeki znajduje się przylądek Pointe Béhague. Głównym dopływem rzeki jest Arataye.
W dorzeczu tej rzeki miała swój początek gorączka złota na początku XX wieku.